# Aeroportul Cartierville
Aeroportul Cartierville (IATA: YCV, ICAO: CYCV) este un aeroport din Provincia Québec, Canada ce deservește zona Saint-Laurent⁠(d).
Situat la o altitudine de 37 m, aeroportul dispune de o singură pistă.